# Richard León
Richard León Vizcaya (* 7. ledna 1976) je bývalý venezuelský zápasník – judista.

## Sportovní kariéra
Připravoval se v Barquisimetu ve státě Lara. Ve venezuelské mužské reprezentaci se prosazoval od roku 2001 v lehké váze do 73 kg. V roce 2004 vybojoval panamerickou kontinentální kvótu pro start na olympijských hrách v Athénách, kde prohrál v úvodním kole s Moldavanem Victorem Bivolem na ippon technikou o-soto-otoši. V roce 2008 na olympijských hrách v Pekingu prohrál v prodloužení úvodního kola s domácím Serdžgaváou po uděleném napomenutí za pasivitu. Sportovní kariéru ukončil v roce 2010 s novými pravidly juda. Věnuje se trenérské práci.

## Výsledky
| Turnaj                  | 1996 | 1997       | 1998       | 1999       | 2000       | 2001       | 2002       | 2003       | 2004       | 2005       | 2006       | 2007       | 2008       |
| Turnaj                  | 20   | 21         | 22         | 23         | 24         | 25         | 26         | 27         | 28         | 29         | 30         | 31         | 32         |
| Turnaj                  |      | lehká váha | lehká váha | lehká váha | lehká váha | lehká váha | lehká váha | lehká váha | lehká váha | lehká váha | lehká váha | lehká váha | lehká váha |
| ----------------------- | ---- | ---------- | ---------- | ---------- | ---------- | ---------- | ---------- | ---------- | ---------- | ---------- | ---------- | ---------- | ---------- |
| Olympijské hry          | —    |            |            |            | —          |            |            |            | úč.        |            |            |            | úč.        |
| Mistrovství světa       |      | —          |            | —          |            | úč.        |            | —          |            | —          |            | úč.        |            |
| Panamerické hry         |      |            |            | ?          |            |            |            | úč.        |            |            |            | úč.        |            |
| Panamerické mistrovství | —    | —          | —          | —          | 3.         | 5.         | 5.         | 3.         | 2.         | —          | 3.         | úč.        | 3.         |
| Jihoamerické hry        |      |            | ?          |            |            |            | —          |            |            |            | 3.         |            |            |
| Středoamerické a k. hry |      |            | —          |            |            |            | 3.         |            |            |            | 3.         |            |            |
| Bolívarské hry          |      | —          |            |            |            | 1.         |            |            |            | 1.         |            |            |            |
| MS juniorů              | úč.  |            |            |            |            |            |            |            |            |            |            |            |            |